# 1289
Năm 1289 là một năm trong lịch Julius.